# Phare de Grand Turk
Le phare de Grand Turk est un phare situé sur l'île de Grand Turk, dans les îles Turques-et-Caïques. La structure de 18 mètres de haut, surplombant North Creek, a été réalisée par l'architecte britannique Alexander Gordon en 1852 pour alerter les marins de la faible profondeur du récif. Des lampes à kérosène plus brillantes et une lentille de Fresnel plus puissante ont été ajoutées par les frères Chance en 1943 et sont restées en usage jusqu'en 1972, année de l'électrification du phare. Aujourd'hui, le phare et la maison du gardien de phare sont un site historique placé sous la protection du National Trust.

## Emplacement
Perché sur une petite colline calcaire surplombant le récif peu profond qui s'étend à l'extrémité nord de l'île, la structure est située sur Lighthouse Road, sur la côte de Grand Turk. Il est dit que cette crique ressemble beaucoup à la description que Christophe Colomb a donnée à la première île sur laquelle il a accosté lors de sa recherche du Nouveau Monde en 1492. La mangrove sur la côte à proximité aident à prévenir l'érosion en retenant le sable.

## Historique
M. Frith a assuré la construction du premier phare moderne de l'île en 1852, préservant ainsi le commerce de sel de l'île, qui s'était essoufflé lorsque les navires ont cessé d'arriver en raison de difficultés de navigation. Il a été conçu par l'architecte Alexander Gordon pour alerter les marins de la faible profondeur du récif. Construit au Royaume-Uni, il a été expédié par morceaux vers l'île. À son apogée, un gardien de phare restait toute la nuit au phare pour surveiller les lampes et dormait pendant la journée dans la petite maison située sur le côté.
Le site du phare est souvent appelé parc du phare historique de Grand Turk. Le phare et la maison du gardien sont un site historique placé sous la protection du National Trust. Un point de vue est disponible pour les touristes se rendant au phare observer les baleines en février et en mars.

## Description
Le phare est une structure en fonte de 18 pieds, blanchie à la chaux. Il avait initialement huit petites lampes à huile Argand, avec des réflecteurs qui grossissaient la lumière 450 fois, entraînés par des poids et des machines. Les réflecteurs ont été construits par Devill & Company à Londres en 1851. Comme les lampes d'origine n'étaient pas assez puissantes, elles ne pouvaient être assez visibles les nuits sombres et agitées, ce qui a provoqué des naufrages au large des côtes, même après l'installation du phare. Des lampes à pétrole plus brillantes et une lentille de Fresnel plus puissante ont été ajoutées par les frères Chance, originaires de Birmingham, en Angleterre en 1943, ce qui a amélioré la situation. En 1972, le phare a été électrifié et a fourni une lumière beaucoup plus vive pour guider les navires. La lentille originale est maintenant exposée au musée national des îles Turques-et-Caïques. La maison du gardien est l'endroit où il s'occupait de remplir des lampes à huile et à pétrole afin qu'elles ne s'éteignent pas. Cette maison a de petites fenêtres, probablement conçues pour limiter la lumière entrant dans le bâtiment, afin que le gardien puisse dormir pendant la journée.